# Behind These Hazel Eyes
"Behind These Hazel Eyes" is een single van de Amerikaanse zangeres Kelly Clarkson van haar tweede studioalbum Breakaway, dat in 2004 uitkwam. Het nummer is geschreven door Clarkson, Max Martin en Dr. Luke. De single kwam uit op 12 april 2005 als de tweede single van het album. 

## Geschiedenis
Volgens Clarkson is "Behind These Hazel Eyes" een van haar favoriete nummers, en was van plan om het nummer "Breakaway" te noemen. Het nummer gaat over de relatie met haar ex-vriend.
"Behind These Hazel Eyes" piekte op de zesde plek in de Billboard Hot 100 en stond vijftien weken in de top-10. Ook in Australië, Engeland, Ierland, Nederland, Nieuw-Zeeland en Oostenrijk behaalde het nummer een plek binnen de top-10.

## Videoclip
De bijhorende videoclip is geregisseerd door Joseph Kahn en geproduceerd door Danyi Deats-Barrett. De videoclip was voor het eerst te zien online op de website van MTV.

## Tracklijst
| Nr. | Titel                                         | Duur |
| --- | --------------------------------------------- | ---- |
| 1.  | Behind These Hazel Eyes (albumversie)         | 3:16 |
| 2.  | Behind These Hazel Eyes (Live @ Sony Connect) | 3:39 |
| 3.  | Behind These Hazel Eyes (Enchanced CD video)  | 3:16 |

| Nr. | Titel                                                                      | Duur |
| --- | -------------------------------------------------------------------------- | ---- |
| 1.  | Behind These Hazel Eyes (Joe Bermudez & Josh Harris Mixshow edit)          | 3:29 |
| 2.  | Behind These Hazel Eyes (Joe Bermudez & Josh Harris Mixshow remix)         | 5:24 |
| 3.  | Behind These Hazel Eyes (Joe Bermudez & Josh Harris Mixshow instrumentaal) | 5:25 |
| 4.  | Behind These Hazel Eyes (Joe Bermudez & Josh Harris Top 40 Radio remix)    | 3:10 |
| 5.  | Behind These Hazel Eyes (Joe Bermudez & Josh Harris Acappella)             | 2:58 |

## Hitnoteringen

### Nederlandse Top 40
| Hitnotering: 01-10-2005 t/m 17-12-2005 | Hitnotering: 01-10-2005 t/m 17-12-2005 | Hitnotering: 01-10-2005 t/m 17-12-2005 | Hitnotering: 01-10-2005 t/m 17-12-2005 | Hitnotering: 01-10-2005 t/m 17-12-2005 | Hitnotering: 01-10-2005 t/m 17-12-2005 | Hitnotering: 01-10-2005 t/m 17-12-2005 | Hitnotering: 01-10-2005 t/m 17-12-2005 | Hitnotering: 01-10-2005 t/m 17-12-2005 | Hitnotering: 01-10-2005 t/m 17-12-2005 | Hitnotering: 01-10-2005 t/m 17-12-2005 | Hitnotering: 01-10-2005 t/m 17-12-2005 | Hitnotering: 01-10-2005 t/m 17-12-2005 | Hitnotering: 01-10-2005 t/m 17-12-2005 |
| Week:                                  | 1                                      | 2                                      | 3                                      | 4                                      | 5                                      | 6                                      | 7                                      | 8                                      | 9                                      | 10                                     | 11                                     | 12                                     |                                        |
| -------------------------------------- | -------------------------------------- | -------------------------------------- | -------------------------------------- | -------------------------------------- | -------------------------------------- | -------------------------------------- | -------------------------------------- | -------------------------------------- | -------------------------------------- | -------------------------------------- | -------------------------------------- | -------------------------------------- | -------------------------------------- |
| Positie:                               | 19                                     | 10                                     | 7                                      | 7                                      | 7                                      | 11                                     | 11                                     | 11                                     | 20                                     | 21                                     | 28                                     | 31                                     | uit                                    |

### NederlandseSingle Top 100
| Hitnotering: 08-10-2005 t/m 21-01-2006 | Hitnotering: 08-10-2005 t/m 21-01-2006 | Hitnotering: 08-10-2005 t/m 21-01-2006 | Hitnotering: 08-10-2005 t/m 21-01-2006 | Hitnotering: 08-10-2005 t/m 21-01-2006 | Hitnotering: 08-10-2005 t/m 21-01-2006 | Hitnotering: 08-10-2005 t/m 21-01-2006 | Hitnotering: 08-10-2005 t/m 21-01-2006 | Hitnotering: 08-10-2005 t/m 21-01-2006 | Hitnotering: 08-10-2005 t/m 21-01-2006 | Hitnotering: 08-10-2005 t/m 21-01-2006 | Hitnotering: 08-10-2005 t/m 21-01-2006 | Hitnotering: 08-10-2005 t/m 21-01-2006 | Hitnotering: 08-10-2005 t/m 21-01-2006 | Hitnotering: 08-10-2005 t/m 21-01-2006 | Hitnotering: 08-10-2005 t/m 21-01-2006 | Hitnotering: 08-10-2005 t/m 21-01-2006 | Hitnotering: 08-10-2005 t/m 21-01-2006 |
| Week:                                  | 1                                      | 2                                      | 3                                      | 4                                      | 5                                      | 6                                      | 7                                      | 8                                      | 9                                      | 10                                     | 11                                     | 12                                     | 13                                     | 14                                     | 15                                     | 16                                     |                                        |
| -------------------------------------- | -------------------------------------- | -------------------------------------- | -------------------------------------- | -------------------------------------- | -------------------------------------- | -------------------------------------- | -------------------------------------- | -------------------------------------- | -------------------------------------- | -------------------------------------- | -------------------------------------- | -------------------------------------- | -------------------------------------- | -------------------------------------- | -------------------------------------- | -------------------------------------- | -------------------------------------- |
| Positie:                               | 15                                     | 16                                     | 18                                     | 17                                     | 17                                     | 23                                     | 33                                     | 39                                     | 53                                     | 58                                     | 70                                     | 71                                     | 66                                     | 52                                     | 70                                     | 77                                     | uit                                    |